# Mimoides pausanias
Espèce
Mimoides pausanias est une espèce d'insectes lépidoptères (papillons) qui appartient à la famille des Papilionidae, à la sous-famille des Papilioninae et au genre Mimoides.

## Dénomination
Mimoides pausanias a été décrit par William Chapman Hewitson en 1852 sous le nom de Papilio pausanias.

### Sous-espèces
- Mimoides pausanias pausanias présent en Colombie, Bolivie, au Surinam, au Brésil et au Pérou.
- Mimoides pausanias cleombrotus (Strecker, 1885) ; présent dans le centre de la Colombie.
- Mimoides pausanias hermolaus (Guenée, 1872) ; présent au Venezuela.
- Mimoides pausanias prasinus (Rothschild & Jordan, 1906) ; présent au Costa Rica.
- Mimoides pausanias tabaguita (Kaye, 1925) ; présent à Trinité-et-Tobago[1].

### Nom vernaculaire
Il se nomme Pausanias Swallowtail en anglais.

## Description
Mimoides  pausanias est un grand papillon marron iridescent dont sur la dessus la partie basale des ailes est bleu métallique et l'aile antérieure centrée d'une tache blanche. Sur le revers les ailes sont du même marron iridescent avec aux antérieures une grosse tache blanche et aux postérieures une ligne submarginale de chevrons rouge vif.

## Écologie et distribution
Il est présent dans tout le nord de l’Amérique du Sud, au Costa Rica, à Trinité-et-Tobago, en Colombie, au Venezuela, en Bolivie,au Surinam, au Brésil et au Pérou.

### Biotope
Il réside en lisière de forêt.

### Protection
Pas de statut de protection particulier.